# 福建大獄案
福建大獄案又稱闽中亏空案，是清代的一樁政治案件。發生於乾隆末期的乾隆六十年（1795年），源於福州將軍魁倫與閩浙總督伍拉納兩派之間的鬥爭。當時天災人禍，暴動連連，魁倫乘機彈劾伍拉納一派貪腐瀆職，虧空鉅款，治民無方，案件滾雪球似地愈滾愈大，最後激怒乾隆皇帝，大量官員處斬、流放、下獄，福建官場為之一空。

## 背景
- 本案直接遠因是福州將軍魁倫，此人出身戎馬，為人粗鄙，與當時閩浙總督伍拉納、福建巡撫浦霖結成的文官政治同盟體系有所不合，雙方共同語言不多，作風不同互有排擠。而魁倫好「平康之遊」，時常嫖妓，觸法。伍拉納打算用此向來彈劾魁倫，魁倫決定先下手為強，開始策畫反擊。[1]
- 乾隆五十八年間，浙江巡撫福崧因貪腐事發而仰藥（許多人認為福崧無辜，是被政敵和珅陷害，一說乾隆暗中賜死），乾隆對於閩浙總督伍拉納失察之責有所不滿，開始對其有所厭惡。然而伍拉納出身愛新覺羅家族旁系，與乾隆有遠親關係，顧忌家族中複雜人際網路，暫時未予處理，將之視為「待觀察人物」。

## 事件
本案前兩三年福建一帶大水乾旱交替出現，風雨不順，包含台灣島在內處於糧食大規模歉收的大背景，糧價大漲，民心不穩，饑民轉為盜匪者多有。
閩浙總督伍拉納忙於在四處巡查彈壓，平穩民間事態，但一日在泉州突遭大規模飢民抗議，包圍哄鬧，要求朝廷救濟頗有民變架式，伍拉納唯恐事態有變決定先暫時隱瞞不報，與福建巡撫浦霖商談將一筆六萬兩銀子的漳州賑災專款先挪用於泉州。之後不久台灣府彰化縣一帶爆發饑民武裝暴動，有縣官和一些武官被殺，此事無法瞞報於是只好上奏乾隆，皇帝聖旨下令派兵渡海鎮壓，而旨意似乎期待伍拉納親自前往出兵處置，但伍拉納判斷卻認為台灣暴動與造反性質無關，只是飢荒動亂，反而人口眾多的福建飢荒性質優先於台灣，於是繼續在福建本土處理，只派手下領兵到台灣島鎮壓。
此時心有密謀已久的福州將軍魁倫，認為上述連串事態是打擊一干福建文官集團的機會，若能先擊倒這些文人，自己尋妓的彈劾案也將在混仗中不了了之。於是開始以軍機要務名義祕密上奏乾隆，文中對福建狀態多有大肆批評，描寫地方上貪汙嚴重虧空甚多，治理荒廢饑民流竄，從土匪到海賊甚為猖狂，甚至省會福州附近都有海盜公然停泊的基地，還搶劫官船，並控訴挪款泉州救災一事，將福建布政使伊轍布、福建按察使錢受椿、閩浙總督伍拉納、福建巡撫浦霖四名省級大官都寫為貪腐集團首腦。
乾隆看到魁倫密報，對福建狀態甚為不滿，不久後台灣受到來自大陸的主力軍增援，迅速平定了彰化一帶叛亂，伍拉納認為此事喜訊便連忙上奏，且加述在台海之間抓捕了許多海盜。不料收到了乾隆回覆，連續的痛罵批判，並認為其將一「九品巡檢」推為彰化事件的禍首是「不知羞恥，可笑至極」，同時痛罵其沒有親自領兵赴台而留滯福建的行為，認為其怕事且怠政。
之後上諭，福建布政使伊轍布、福建按察使錢受椿、閩浙總督伍拉納、福建巡撫浦霖四人都撤職，交由魁倫審訊。原兩廣總督覺羅長麟調任閩浙總督善後，歷任多省巡撫的幹練老臣姚棻也接任福建巡撫，將此案善後。
長麟到任後會同魁倫開始大查全省財政，此兩人都各有自身動機去鬥爭前任者，所以實察嚴行，居然真的查出福建省有巨額虧空，每年底層上來的實收稅款只有應課額的三成，之後就向朝廷謊報，庫記帳官在刑求下供出，福建在漫長的歲月中都是謊報財政，究竟多久已經不可知，實際上光省庫虧空差額已經累積到250萬兩以上之鉅，底層州縣虧空差額，無人知曉，更沒人查過。但光省會福州的虧空可能已經超過7到8萬兩白銀，稻穀5.3萬石。
乾隆震怒異常下令重查嚴辦，之後閩浙總督長麟查出福州知府、泉州知府、台灣道、和眾多前後任知縣數十人都涉及貪汙，伍拉納等四名省級大官也有貪污，更令人驚訝是新任巡撫姚棻由於在十多年前也曾歷任福建，最後也被一些老官咬出當年有貪汙，乾隆又下旨，將所有人員解職，押往福州大獄審問。
此時長麟和魁倫開始後悔，以他們官場多年歷練，發覺此事已失控，若繼續深查，牽連廣大，不滿的官僚過多，難保這官場大火是否有一天將自己反噬。於是他們開始大事化小，專注於布政使伊轍布昏庸無能，長期收稅短少，以及將庫銀交給民間銀商周經熔煉（明清時，一般地方都無熔煉廠，慣例交由民間銀匠融鑄代辦），卻被周經挪用周轉，最後變成虧空官款，完全是意圖推出伊轍布與周經當替罪羊。此外，則是伍拉納與軍機大臣和珅有姻親關係，朝中人人都懼怕萬一此事與和珅拉上關聯，會遭致和珅報復。他們認為將案件聚焦，集中在這些枝微末節，就可以了結此案。
然而乾隆決定一查到底，親自提審伊轍布，不料伊轍布在押送途中卻莫名死亡，押送官上奏是病死。乾隆也知幕後有內情，迅速尋找其餘突破口，派出京城幹員廣查名單上大小官吏的祖籍與財產，並嚴令福建周邊省分攔截意圖出逃的福建官員和家屬。後查抄伍拉納等四人的家產，皆在驚人的百萬兩之上，包含甚多珠寶、古玩與皮草動輒數以千計，乾隆帝大怒，認為這些都來自於賄款。
乾隆帝下旨將其全交由軍機處重判，然而和珅將案件拖住，意圖以拖待變，不料乾隆非常顧念此案，密派侍衛提審犯人至豐澤園親審，並動用大刑，又審出長泰縣械鬥案等兩樁地方案件中的受賄。之後移交軍機處複審時，和珅已無力再開脫，但庭上四人堅拒抵抗，不再承認其他案件，並說這些款項都不是貪汙，而是自己省吃儉用後私下經商獲得，或者繼承了本家、姻親遺產。
乾隆為了避免享國之年超過康熙帝，要內禪帝位予自己的愛子嘉慶帝。禪讓大典將在隔年舉行，但一甲子的乾隆盛世，必須有一光彩的落幕，新天子即位，通常會有特赦，乾隆即將成為太上皇，也無心再去糾結這些貪污案，四人全被判處斬（伊轍布已死），抄家，親族發配伊犁，民間銀商周經與其餘貪汙較大的前後任縣令也處斬，另有一批小吏長期幫忙會計、記帳等也抄家流放，長麟意圖化大為小也被抄家，流放新疆。只有魁倫因舉報有功、功過相抵，兼任閩浙總督、姚棻查無實據，逃過處罰。後續結案過程中由於福建官場積弊已久，貪汙網絡複雜難解，新任官員與魁倫本著迅速滅火思維，又上奏將十餘名縣官棄市，福建官場為之大空。

## 後續
- 新任布政使田鳳儀辦案有功，隔年調任福建巡撫，但當年病逝。
- 六年後嘉慶五年，魁倫滅白蓮教貽誤軍機被嘉慶下令自盡。
- 長麟後東山再起於嘉慶皇帝期間再受重用，官至內閣大學士，嘉慶十六年病逝。